# Gabriel Okara
Gabriel Imomotimi Gbaingbain Okara (* 24. April 1921 in Bomoundi, Nigerdelta; † 25. März 2019 in Yenagoa, Bayelsa) war ein nigerianischer Schriftsteller. Er wurde vor allem durch sein dichterisches Werk bekannt, hat aber auch mehrere Romane und Kinderbücher geschrieben. 1979 wurde ihm der Commonwealth Poetry Prize verliehen.

## Leben
Gabriel Imomotimi Gbaingbain Okara wurde am 24. April 1921 (einige Quellen erwähnen auch den 21. April 1921) im nigerianischen Bomoundi als Sohn des Geschäftsmanns Samson G. Okara und seiner Frau Martha Olodiama Okara geboren. Er gehörte der ethnischen Gruppe der Ijaw an. Er war dreimal verheiratet und hatte zwei Kinder.
Nachdem er zunächst lokale Schulen besucht hatte, war Gabriel Okara erst Schüler am Government College in Umuahia (1935–1941), später am Yaba Higher College.
Während des Zweiten Weltkriegs arbeitete Gabriel Okara einige Zeit für die British Overseas Airways Corporation (die später in den British Airways aufging), gab Unterricht und verbrachte einige Zeit in Gambia.
Nach dem Krieg, ab 1945, war er als Drucker und Buchbinder für den regierungseigenen Verlag beschäftigt. Aus dieser Zeit stammen seine ersten Übersetzungen von Gedichten ins Englische. In den fünfziger Jahren arbeitete er für das Informationsministerium.
Von 1959 bis 1960 besuchte Okara die Northwestern University in Evanston, Illinois, und studierte Vergleichenden Journalismus.
Zurück im nun unabhängigen Nigeria arbeitete er weiter für das Informationsministerium. Während des Biafra-Kriegs unterstützte er die Seite Biafras und besuchte in dieser Zeit erneut die USA, um für die Sache Biafras zu werben. Einige seiner bis dahin nicht veröffentlichten Werke wurden während der Kämpfe zerstört.
Nach dem Biafra-Krieg arbeitete Gabriel Okara für Nigerias öffentliche Radiostation, bis er 1975 den öffentlichen Dienst verließ.
Gabriel Okara lebte zuletzt in Port Harcourt.

## Werke
Lyrik
- Pergamon poets. 2, Poetry from Africa: Gabriel Okara [and others]. Pergamon, 1968, ISBN 0-08-003880-8.
- The Fisherman’s Invocation. Heinemann Educational Books, African Writers Series, London 1978, ISBN 0-435-90183-4.

Prosa
- The Voice. Andre Deutsch, London 1964, OCLC 551564099.
  - Die Stimme (= Edition neue Texte.) übersetzt von Olga und Erich Fetter. Aufbau-Verlag, Berlin 1975, OCLC 180467802.

Kinderbücher
- Little Snake and Little Frog. Heinemann Educational Books, Nigeria 1981, ISBN 978-129-905-3.
- An Adventure to Juju Island. Heinemann Educational Books, Nigeria 1991, ISBN 978-129-907-X.

## Auszeichnungen (Auswahl)
- 1953: „Best All-Around“ award, Nigerian Festival of Art für Call of the River Nun
- 1979: Commonwealth Poetry Prize für The Fisherman’s Invocation
- 2005: Nigerian Prize for Literature[4]